# Evangelos Ikonomou
Evangelos Ikonomou (18 de julho de 1987) é um futebolista profissional grego, que atua como defensor, milita no Karmiotissa FC.

## Carreira

### Ionikos
Evangelos Ikonomou se profissionalizou no Ionikos, em 2005.